# Gerbille
Gerbillinae
Sous-famille
Les gerbilles (Gerbillinae) sont des mammifères qui forment une sous-famille de petits rongeurs de la famille des Muridés. On regroupe sous le nom vernaculaire de « gerbille » 16 genres distincts, notamment les genres Gerbillus et Meriones, et 103 espèces différentes.
Le genre Gerbillus comporte près d'une quarantaine d'espèces, il regroupe des petits rongeurs des zones arides et désertiques d'Afrique et du Proche et Moyen-Orient. Le genre Meriones comprend plus d'une quinzaine d'espèces, dont la Gerbille de Mongolie (Meriones unguiculatus) qui est celle que l'on trouve couramment dans les laboratoires de biologie et les animaleries sous le nom commercial de « gerbille ». Les genres Gerbilliscus et Taterillus comprennent chacun environ une dizaine d'espèces, tandis que les autres genres sont presque tous monospécifiques.
Il ne faut pas confondre les gerbilles avec les gerboises qui ne sont pas de la même famille et qui ont une queue et des pattes arrière beaucoup plus longues par rapport à la taille du corps.

## Biologie

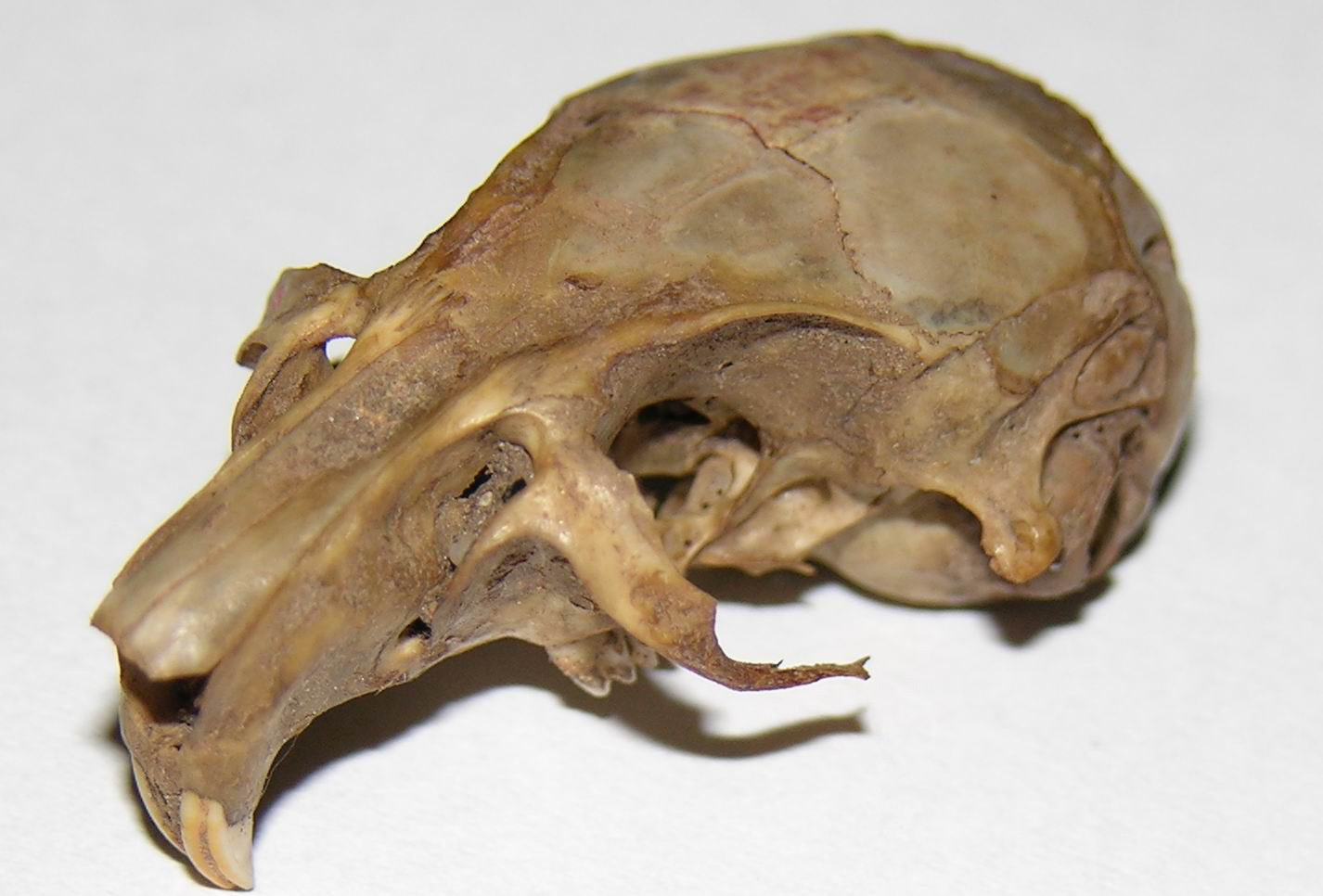
Crâne de gerbille (espèce non précisée).

Les espèces de gerbilles sont des animaux grégaires et monogames (sauf en captivité), qui vivent généralement en petits groupes à l'état sauvage. Le territoire d'un groupe, qui peut atteindre plusieurs centaines de mètres carrés, est centré sur un terrier profond muni de nombreuses galeries ramifiées. Les gerbilles sont des animaux végétariens (granivores) à tendance omnivore.
Leur physiologie est adaptée à des conditions climatiques particulièrement arides. Les gerbilles « économisent » l'eau, boivent peu et urinent peu. Cette particularité a favorisé leur domestication.
Leur ouïe, très développée, leur permet de localiser les prédateurs ainsi que leurs congénères parmi le groupe.

## Les gerbilles dans le monde
En Asie, la grande gerbille d’Ouzbékistan (Rhombomys opimus) vit dans le désert en groupes familiaux importants. Elle tambourine le sol de ses pattes, comme le lapin,  comportement complété par des cris et qui est destiné à avertir les membres du groupe de l’arrivée d’un prédateur. Cette grande gerbille est un réservoir du bacille de Yersin, Yersinia pestis, agent de la peste transmis par ses puces.
Dans les steppes de Mongolie, les gerbilles sont la principale source de nourriture des carnivores, en particulier les oiseaux de proie. De ce fait, leur espérance de vie à l'état sauvage ne dépasse guère un an.
En Afrique, réservoirs potentiels de maladies ou ravageurs de cultures dans les zones sahéliennes, les gerbilles peuvent être des rongeurs particulièrement nuisibles, en particulier lorsqu'elles pullulent.
En 2002 a débuté une observation scientifique des gerbilles du Bushveld, au sud de l'Afrique, dans l'« Ezemvelo Nature Reserve », pour étudier la propagation éventuelle de la peste par les puces de ces animaux prolifiques.
En 2001, on a mis en évidence le rôle pollinisateur de certaines gerbilles du sud de l’Afrique comme Gerbillurus paeba et Desmodillus auricularis. Friandes du nectar d’une variété de Hyacinthacées aux feuilles rappelant étrangement celles des nénuphars, Massonia depressa, elles transportent le pollen sur leur museau qu’elles plongent dans le cœur des fleurs.
Dans la péninsule Arabique on les classe en deux catégories :
- Les gerbilles des sables (psammophiles), comme la Gerbille de Cheesman (Gerbillus cheesmani) qui se distingue par des mœurs solitaires et le dessous des pattes couvert de poils. Cette caractéristique est commune à d'autres mammifères qui vivent sur le sable, telle la Petite gerbille du sable (Gerbillus gerbillus) mais aussi le Renard famélique (Vulpes rueppellii) et le Chat des sables (Felis margarita)[2].
- Les gerbilles des rochers, comme Meriones tristrami qui vit dans des régions moins arides et qui est nocturne. Sa population fluctue en fonction de l’abondance de la nourriture. La femelle, fertile toute l’année, est capable de donner naissance à 30 petits par an[2].

## La gerbille de compagnie

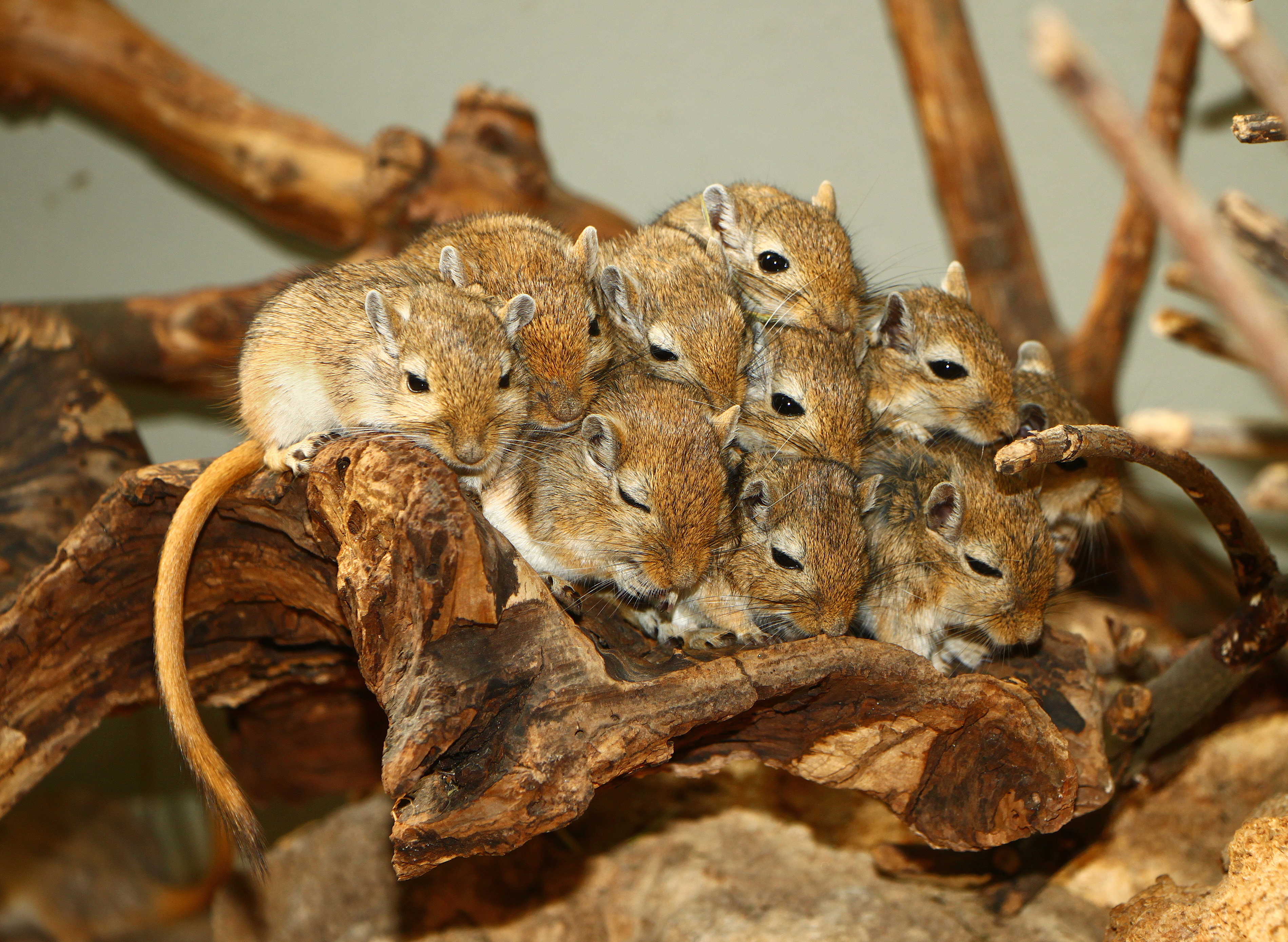
Type naturel de Gerbille de Mongolie (Meriones unguiculatus), au zoo Wilhelma.

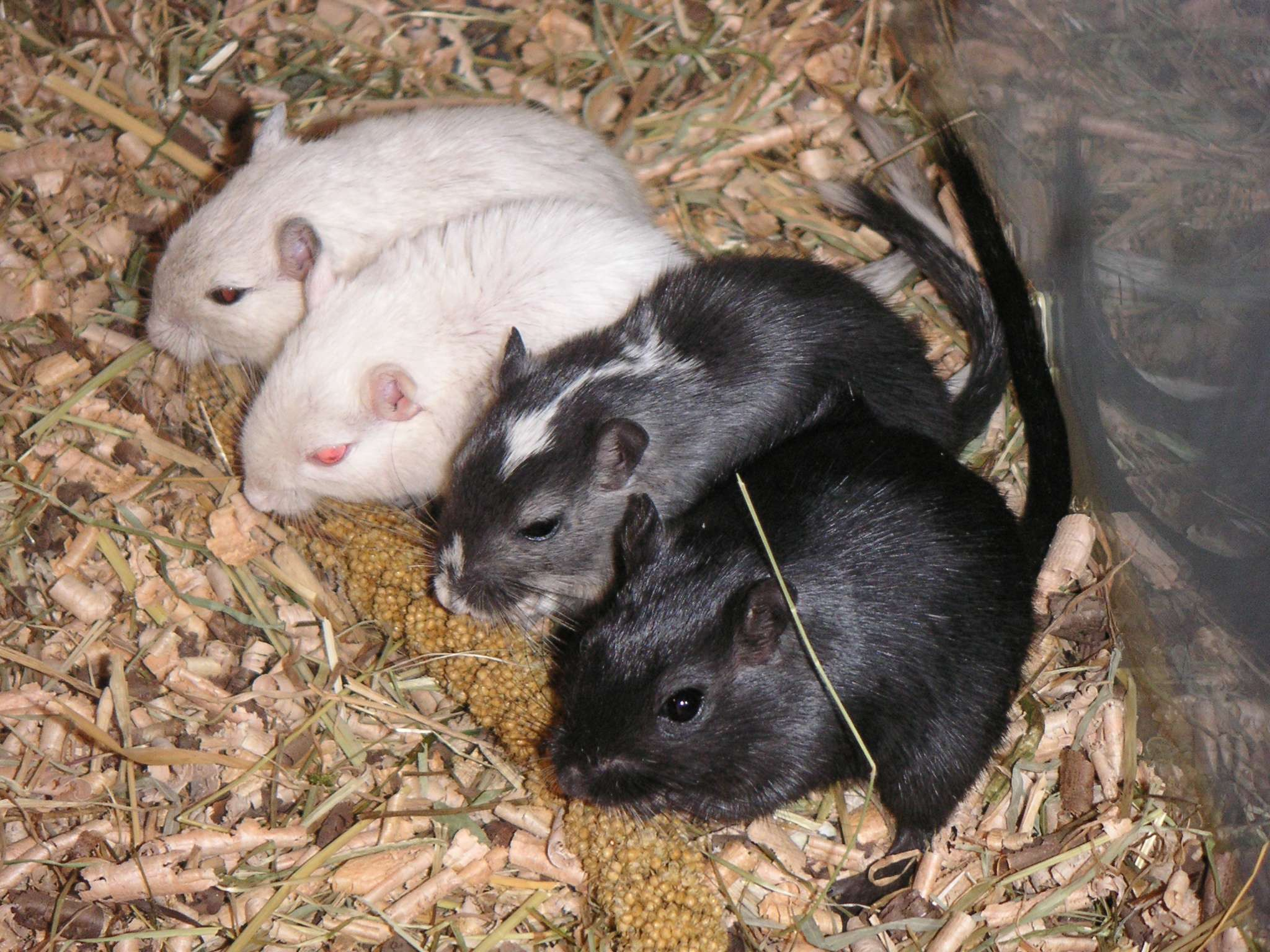
Mutations colorées de gerbilles de Mongolie, sélectionnées en captivité.

Les gerbilles domestiques de compagnie ou de laboratoire sont des variétés d'élevage, issues de l'espèce Gerbille de Mongolie (Meriones unguiculatus).
Les gerbilles sont monogames et se reconnaissent à l'odeur de l'urine et les phéromones présentes dans la salive. Les gerbilles préfèrent avoir un partenaire de la même couleur. Les mâles participent à l'élevage des petits.
La maturité sexuelle, pour le mâle gerbille, est de 10 semaines et pour la femelle de 18 semaines environ.

Le cycle œstrien est de 4 à 6 jours environ.

Ovulation : dans dix-huit heures après la mise bas.

Période de chaleurs : 16 à 24 h.

Retard d'implantation des œufs fécondés : jusqu'à 42 jours, si la portée précédente est nombreuse.

Gestation : environ 25 jours, de 24 à 28 jours, la première fois pouvant aller jusqu'à 48 jours.

La gerbille est monogame. Les parents construisent un nid et élèvent ensemble les jeunes.

De 1 à 10 petits par portée, mais le plus souvent de 4 à 6, les petits naissent nus et les yeux fermés. Ils pèsent environ 3 g.

Sevrage à environ 6 semaines.

Séparation des petits : en captivité pas avant 7 semaines.

6 portées par an au minimum.

Longévité de 3 à 4 ans. Mais rares sont les individus d'élevage qui vivent plus de 2 ou 3 ans à cause de l'incidence élevée des tumeurs à partir de l'âge de 2 ans.

Un couple formé le restera tout au long de la vie. La femelle et le mâle cessent d'avoir des jeunes vers l'âge de 22 mois (arrêt de la spermatogenèse vers 22 mois) voire un peu avant.

## Classification
La classification des Gerbillinae est encore discutée.

### Liste des genres
Selon ITIS (31 mai 2016) :
- genre Ammodillus Thomas, 1904
- genre Brachiones Thomas, 1925
- genre Desmodilliscus Wettstein, 1916
- genre Desmodillus Thomas & Schwann, 1904
- genre Dipodillus Lataste, 1881
- genre Gerbilliscus Thomas, 1897
- genre Gerbillurus Shortridge, 1942
- genre Gerbillus Desmarest, 1804
- genre Meriones Illiger, 1811
- genre Microdillus Thomas, 1910
- genre Pachyuromys Lataste, 1880
- genre Psammomys Cretzschmar, 1828
- genre Rhombomys Wagner, 1841
- genre Sekeetamys Ellerman, 1947
- genre Tatera Lataste, 1882
- genre Taterillus Thomas, 1910

Selon NCBI (31 mai 2016) :
- genre Brachiones
- genre Desmodilliscus
- genre Desmodillus
- genre Dipodillus
- genre Gerbilliscus
- genre Gerbillurus
- genre Gerbillus
- genre Meriones
- genre Pachyuromys
- genre Psammomys
- genre Rhombomys
- genre Sekeetamys
- genre Tatera
- genre Taterillus

### Liste des genres et sous-genres
Selon Mammal Species of the World (version 3, 2005)  (09 décembre 2020) :
- genre Ammodillus
- genre Brachiones
- genre Desmodilliscus
- genre Desmodillus
- genre Dipodillus
  - sous-genre Dipodillus (Dipodillus)
  - sous-genre Dipodillus (Petteromys)
- genre Gerbilliscus
  - sous-genre Gerbilliscus (Gerbilliscus)
  - sous-genre Gerbilliscus (Taterona)
- genre Gerbillurus
  - sous-genre Gerbillurus (Gerbillurus)
  - sous-genre Gerbillurus (Paratatera)
  - sous-genre Gerbillurus (Progerbillurus)
- genre Gerbillus
  - sous-genre Gerbillus (Gerbillus)
  - sous-genre Gerbillus (Hendecapleura)
- genre Meriones
  - sous-genre Meriones (Cheliones)
  - sous-genre Meriones (Meriones)
  - sous-genre Meriones (Pallasiomys)
  - sous-genre Meriones (Parameriones)
- genre Microdillus
- genre Pachyuromys
- genre Psammomys
- genre Rhombomys
- genre Sekeetamys
- genre Tatera
- genre Taterillus

## Noms vernaculaires et noms scientifiques correspondants
Liste alphabétique des noms vernaculaires attestés en français.

Note : certaines espèces ont plusieurs noms. En gras, les espèces les plus connues des animaleries.

Les classifications évoluant encore, certains noms scientifiques ont peut-être un autre synonyme valide.
- Gerbille de l'Agag - Gerbillus agag[10]
- Gerbille d'Allenby - voir Gerbille d'Anderson[10]
- Gerbille d'Anderson - Gerbillus andersoni[10]
- Gerbille du Baluchistan - Gerbillus nanus[10]
- Gerbille de Brauer - Desmodilliscus braueri[10]
- Gerbille charmante - Gerbillus amoenus[10]
- Gerbille champêtre - Gerbillus campestris[10],[11],[12]  (syn. Dipodillus campestris)
- Gerbille des champs - voir Gerbille champêtre[10]
- Gerbille de Cheesman - Gerbillus cheesmani[10]
- Gerbille des dunes - Gerbillurus tytonis[10]
- Gerbille d'Éthiopie - Gerbillus pulvinatus[10]
- Gerbille de Harrison - Gerbillus mesopotamiae[10]
- Gerbille de Henley - Gerbillus henleyi[10]
- Gerbille hespérine - Gerbillus hesperinus[10],[12]
- Gerbille de Jérusalem - voir Mérione de Sundevall[10]
- Gerbille de Kaiser - voir Petite gerbille à queue courte[10]
- Gerbille de Lataste - voir Gerbille à pieds velus[10]
- Gerbille de Libye - Gerbillus tarabuli[12]
- Gerbille de Mackilligin - Gerbillus mackillingini[10]  (syn. Dipodillus mackillingini)
- Gerbille de Mongolie - Meriones unguiculatus[13]
- Gerbille naine - voir Gerbille du Baluchistan[10],[11],[12]
- Gerbille naine de Buchanan - voir Gerbille de Brauer[10]
- Gerbille du Niger - Gerbillus nigeriae[10]
- Gerbille occidentale - Gerbillus occiduus[10],[12]
- Gerbille pâle - voir Gerbille du Pallid[10]
- Gerbille du Pallid - Gerbillus perpallidus
- Gerbille à pattes poilues - voir Gerbille à pieds velus[10]
- Gerbille à pieds velus  - Gerbillus latastei[10] et Gerbillurus paeba[10]
- Gerbille à poche - Desmodillus auricularis[10]
- Gerbille de Przewalski - Brachiones przewalskii[10]
- Gerbille pygmée  - voir Gerbille de Henley[11],[12] ou Microdillus peeli[10]
- Gerbille à queue grasse - Pachyuromys duprasi[14]
- Gerbille à queue en plumeau - voir Gerbille à queue touffue[10]
- Gerbille à queue touffue - Sekeetamys calurus[10]
- Gerbille des rochers - voir Gerbille champêtre[10]
- Gerbille de Riggenbach - Gerbillus riggenbachi[12]
- Gerbille de Rosalinda - Gerbillus rosalinda[10]
- Gerbille de Setzer - Gerbillurus setzeri[10]
- Gerbille de Shaw - voir Mérione de Shaw[10]
- Gerbille de Simon - voir Petite gerbille à queue courte[10]
- Gerbille du Souss - Gerbillus hoogstraali[10],[12]
- Gerbille velue d'Inde - Gerbillus gleadowi[10]
- Gerbille de Wagner - Gerbillus dasyurus[10] (syn. Dipodillus dasyurus)
- Grande gerbille - voir Grande gerbille d'Égypte[10]
- Grande gerbille d'Aden - Gerbillus poecilops[10]
- Grande gerbille d'Égypte - Gerbillus pyramidum[11]
- Grande gerbille à queue courte - Gerbillus maghrebi[10],[12] (syn. Dipodillus maghrebi)
- Gros rat du sable - voir Rat des sables diurne[10]
- Kigolo - Gerbillus pusillus[10]
- Mérione du désert - voir Mérione de Sundevall[10],[11]
- Mérione de Libye ou Mérione libyen- Meriones libycus[10]
- Mérione de Mongolie - voir Gerbille de Mongolie[10]
- Mérione du Negev - Meriones sacramenti[10]
- Mérione de Perse - Meriones persicus[10]
- Mérione à queue rouge - voir Mérione de Libye[11]
- Mérione à queue touffue - voir Gerbille à queue touffue[10]
- Mérione royal - Meriones rex[10]
- Mérione de Shaw - Meriones shawi[10]
- Mérione du Sud - Meriones meridianus[10]
- Mérione de Sundevall  - Meriones crassus[10]
- Mérione de Tristram - Meriones tristrami[10]
- Mérione de Vinogradov - Meriones vinogradovi[10]
- Pachyromys à queue en massue - voir Gerbille à queue grasse[11]
- Petite gerbille - voir Petite gerbille du sable[10]
- Petite gerbille d'Égypte - voir Petite gerbille du sable[10]
- Petite gerbille à queue courte - Gerbillus simoni[11],[12] (syn. Dipodillus simoni)
- Petite gerbille du sable ou Petite gerbille de sable - Gerbillus gerbillus[10],[11],[12]
- Petite gerbille du Sahara - voir Petite gerbille du sable[10]
- Psammomys obèse - voir Rat des sables diurne[10]
- Rat des déserts d'Inde - Meriones hurrianae[10]
- Rat des sables diurne - Psammomys obesus[10],[11]
- Souris à grosse queue - voir Gerbille à queue grasse[10]
- Souris à queue en massue - voir Gerbille à queue grasse[10]

#### Taxinomie
- (en) Mammal Species of the World (3e  éd., 2005) : Gerbillinae Gray, 1825
- (en) Paleobiology Database : Gerbillinae  (Gray 1825)
- (fr + en) ITIS : Gerbillinae  Gray, 1825
- (en) Animal Diversity Web : Gerbillinae
- (en) NCBI : Gerbillinae (taxons inclus)

#### Autres liens externes
- IRD : les gerbilles rongeurs nuisibles